# Arholma kyrka
Arholma kyrka eller Arholma kapell är en kyrkobyggnad belägen på Kvarnberget ovanför Kägelbacken på Arholma i norra Roslagen. Kyrkan tillhör Väddö församling i Uppsala stift och Svenska kyrkan. Kyrkan invigdes 1928.

## Kyrkobyggnaden
Före år 1870 samlades öborna till gudstjänst i Jerk-Larsgårdens storstuga. När ett skolhus färdigställdes på 1870-talet flyttades sammankomsterna dit. År 1917 försågs skolsalen med ett flyttbart skrank som fungerade både som altare och predikstol. Med tiden växte önskemålen om att få en egen kyrka. Under 1926 gjordes upprop i tidningar om medel till en kyrka. Kort därefter skänkte Evangelisk-lutherska missionsförsamlingen ett missionshus (den så kallade Missionshyddan) som låg på Kungsholmen i Stockholm. Missionshuset skulle rivas eftersom en gata skulle dras fram vid Kronobergsparken i Stockholm. Efter nedmontering fraktades virket från kajen i Rålambshov med en Vätöskuta till Arholma. Kapellet återuppbyggdes på sin nuvarande plats och invigdes 30 september 1928 av ärkebiskop Nathan Söderblom, som samma dag även lät inviga Björkö-Arholma kyrka. Eftersom kapellet hade invigts på Den helige Mikaels dag fick det från början heta Mikaelskapellet. Ritningarna till kapellet är utförda av arkitekt Oscar Holm, som var mångårig sommargäst på ön, medan Harald Lindberg som var född Björkö-Arholmabo svarade för den konstnärliga utsmyckningen. Kapellet består av långhus med ett vidbyggt vapenhus vid ena kortsidan. I vapenhusets vägg finns huvudingången och framför denna ligger fem kvarnstenar. Långhuset har tre fönster åt ena hållet och tre fönster åt andra hållet. Väggarna är klädda med vitmålad stockpanel och står under sadeltak. Grunden är murad direkt på klippan. På takets ena sida vilar en takryttare med kyrkklocka och på takets andra sida står en vindflöjel med årtalet 1928. Från kyrkans invigningsår härrör de dekorativa målningarna av Harald Lindberg, som är född och uppvuxen på grannön Björkö.

## Inventarier
- Altartavlan är signerad Harald Lindberg 1927 - 1928 och bekostad av dåvarande kronprins Gustaf Adolf samt prins Eugen. Tavlans motiv är en ovädersnatt där Jesus kommer vandrande på havet mot en grupp ängsliga människor på stranden.
- Dopfunten är av trä och har en dopskål av tenn.
- Ovanför predikstolen i långhusets främre del hänger ett tremastat votivskepp som är skänkt till kyrkan 1928.
- En elektrisk orgel är skänkt till kyrkan 1975. tidigare användes ett harmonium i kyrkan.[2]

## Bilder

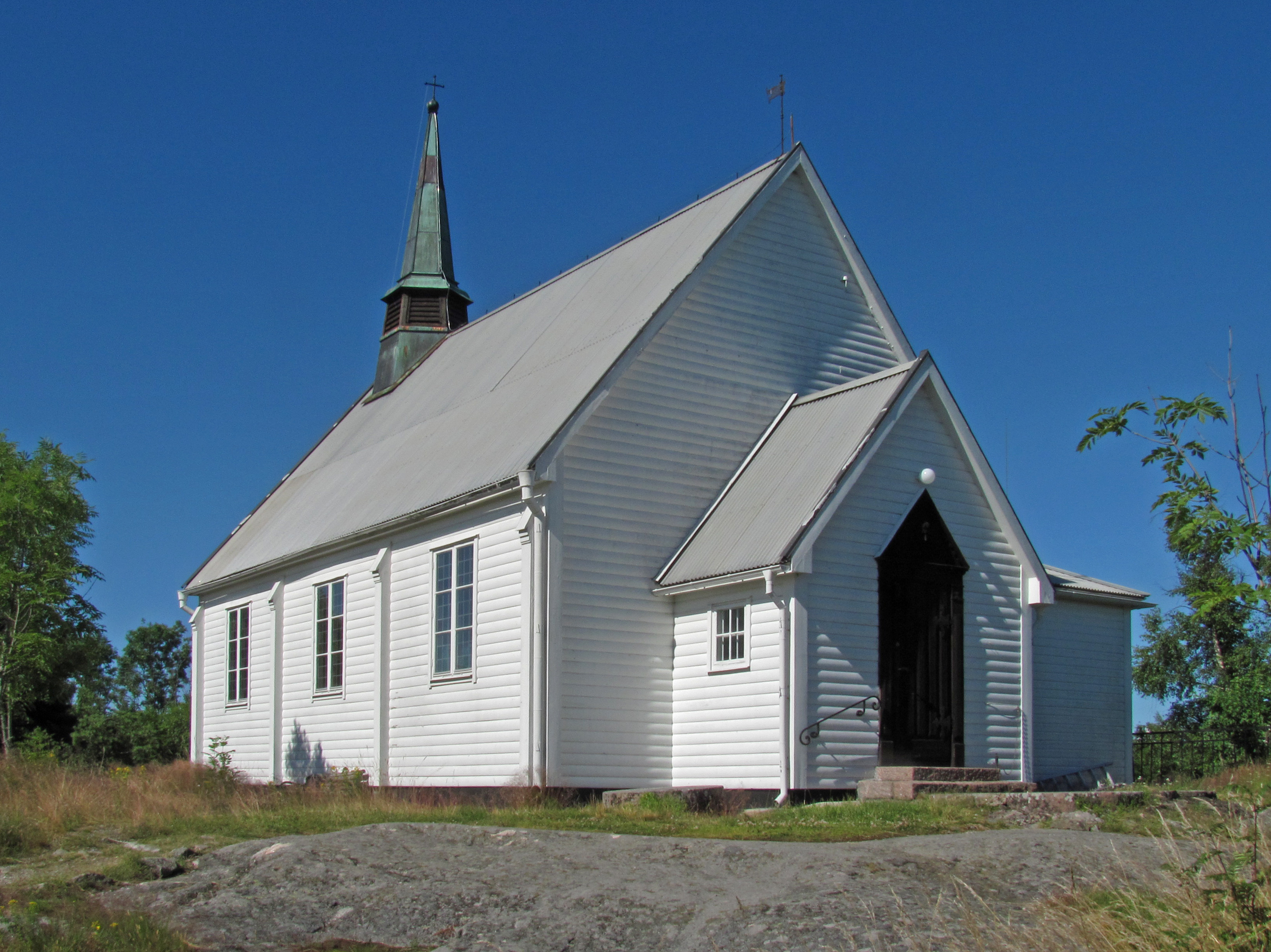
Kyrkans syd-sydvästra sida.
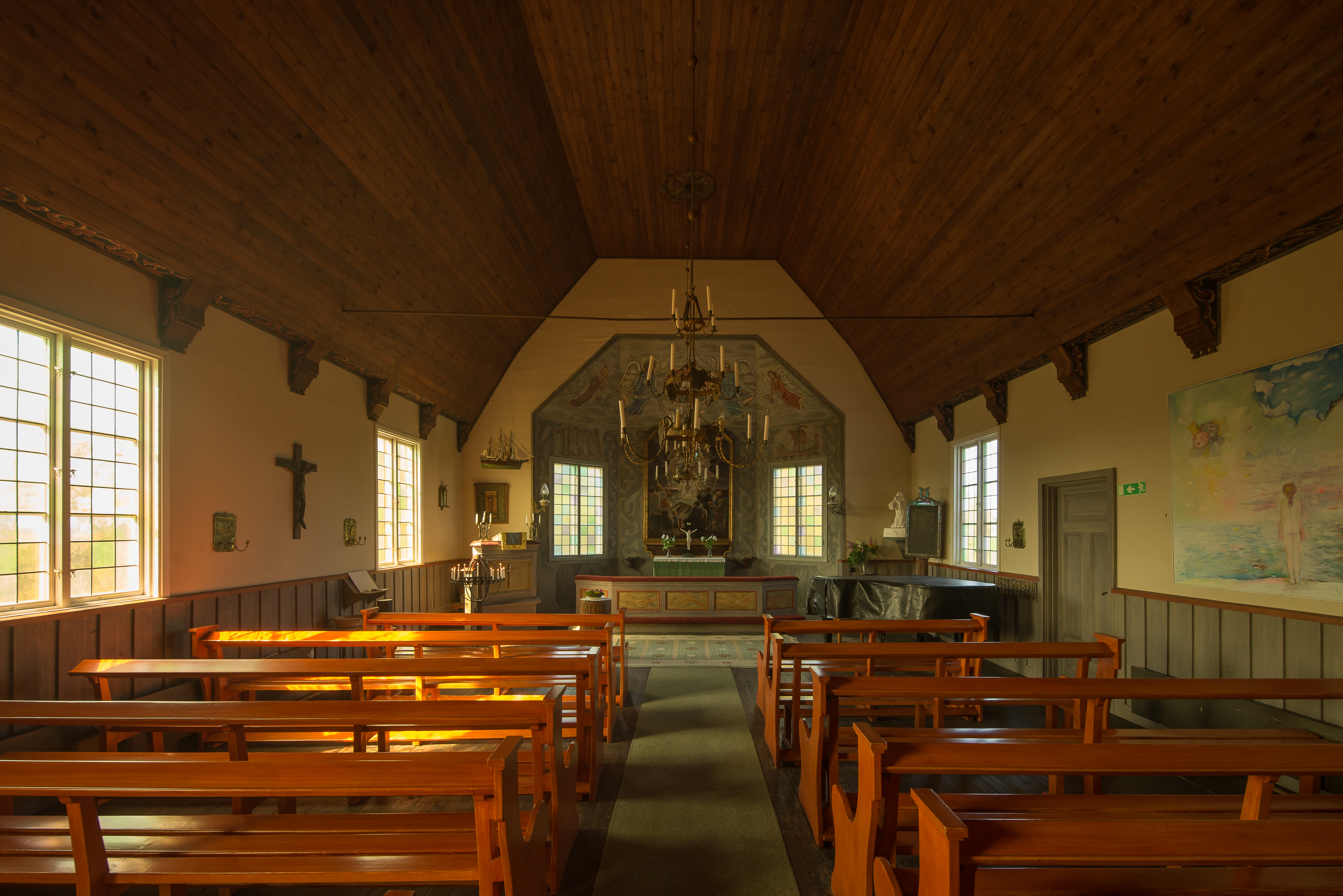
Kyrkans interiör mot koret.
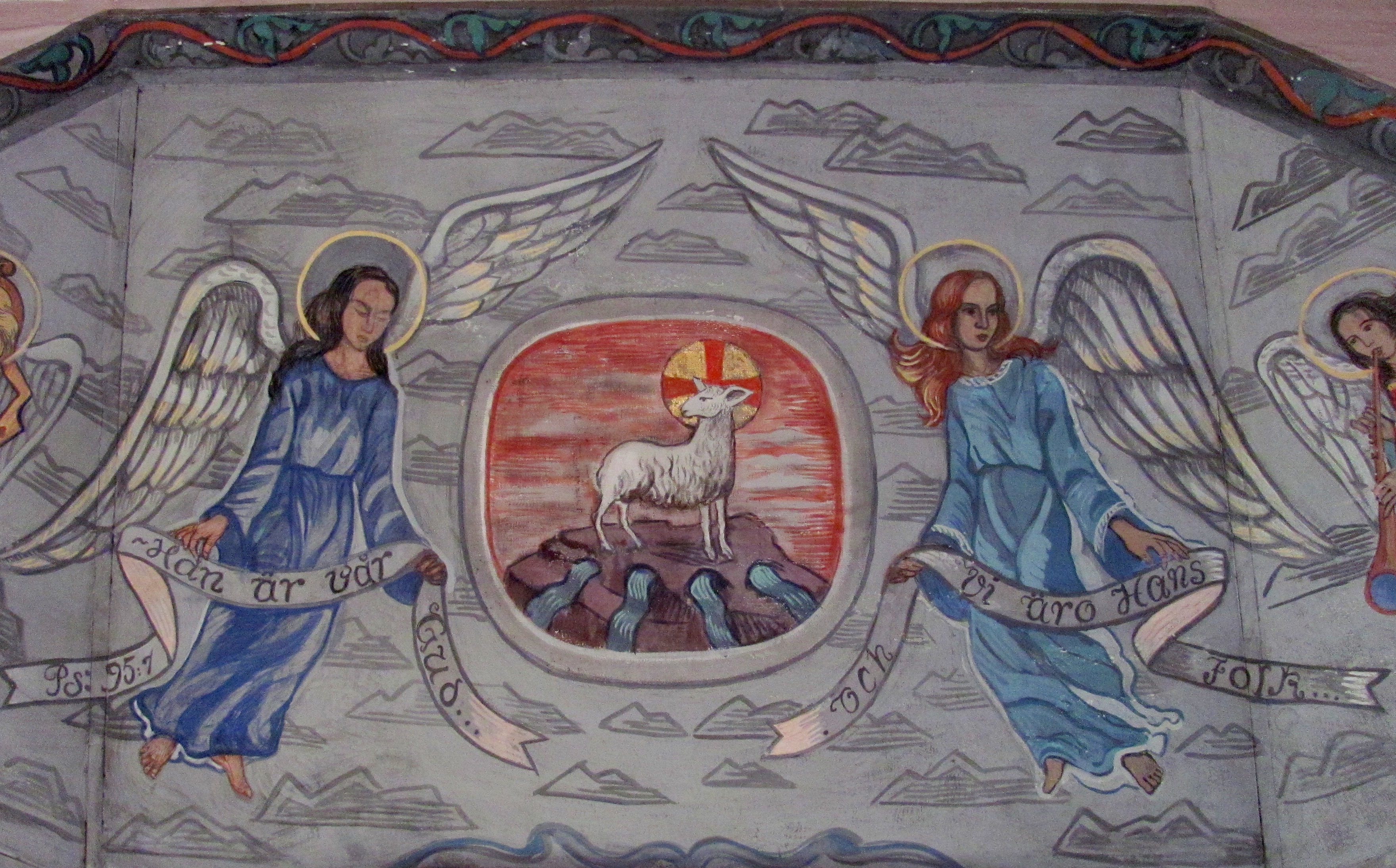
Detalj av väggmålning.
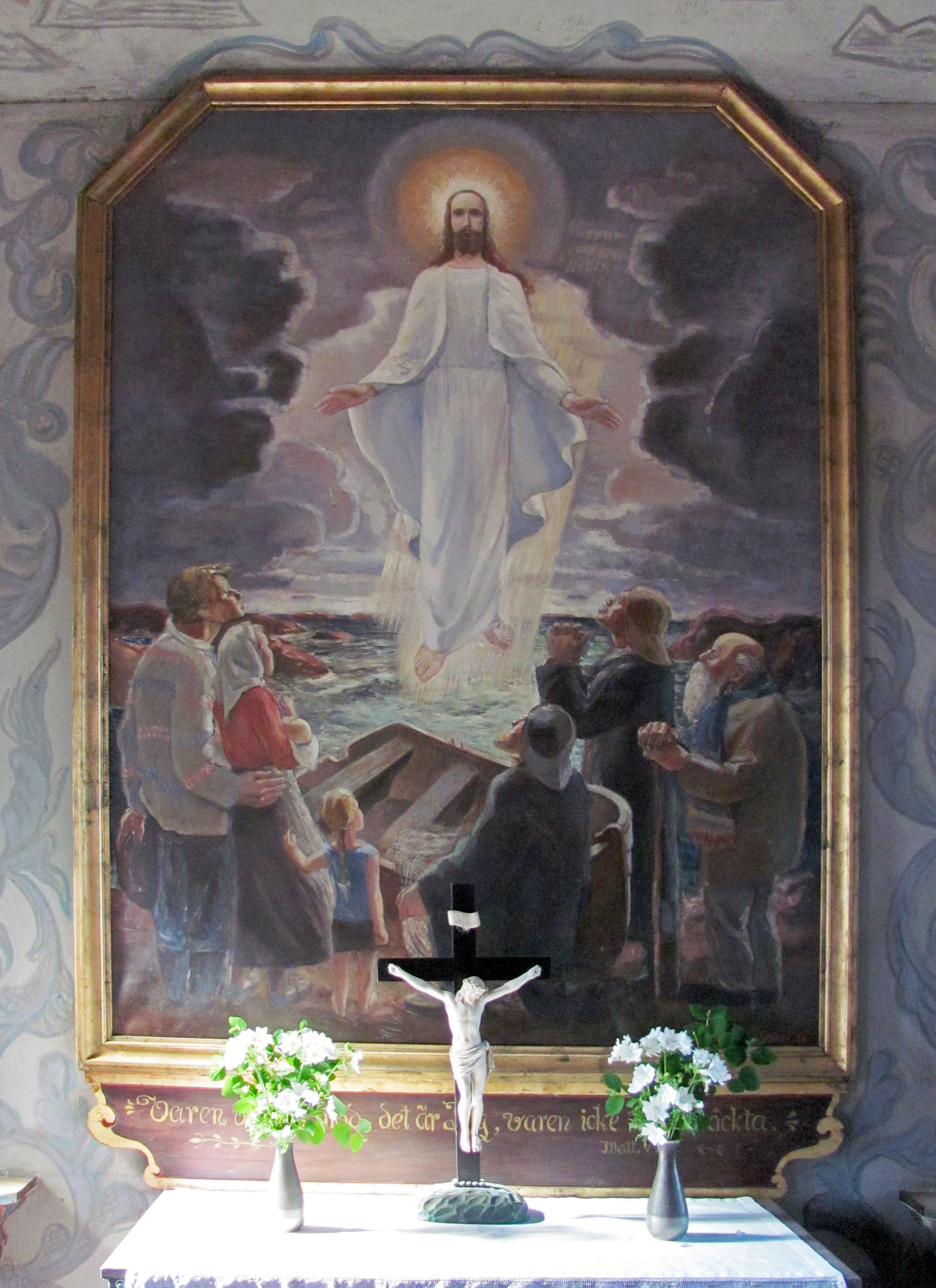
Altartavlan.
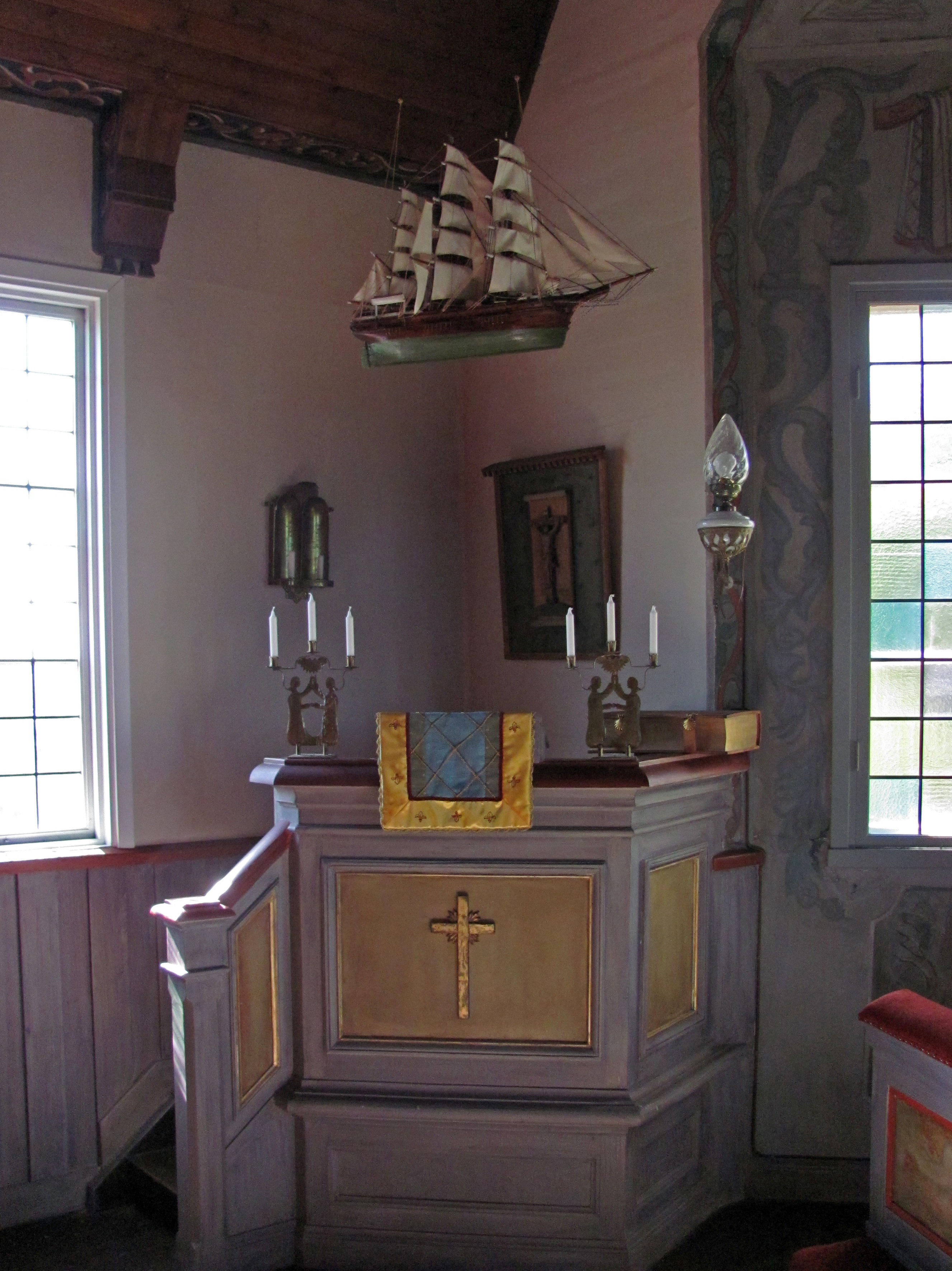
Predikstolen.